# Limbo (video-igra)
Limbo (Video igra)
je pazl-platformska video igra proizvedena od strane nezavisnog studija Plejded. Igrica je objavljena Jula 2010 na platformi Xbox Lajv Arkejd, i od tada je puštena i za druge sisteme uključujući i PlayStation 3 i Windows. Limbo je 2D bočni-skroler, u sastavu je sistema koji upravlja objektima iz okoline kao i likom sa kojim se igra. Igrač navodi bezimenog dečaka kroz opasnu okolinu i zamke u potrazi za svojom sestrom. Proizvodjač je napravio zagontetke, očekujući od igrača da prvo pogreši pre nego što dođe do tačnog rešenja. Plejded je nazvao ovaj stil igre "umri i pokušaj", i koristio je jezive slike za dečakovu smrt da odvrati igrača od pogrešnih rešenja.
Igra je predstavljena u crno-beloj boji, koristeći osvetljenje, efekat snega i minimalno ambijentalno ozvučenje da stvori sablasnu atmosferu često povezivanu sa horor žanrom. Novinari su hvalili mračnu atmosferu opisujući rad u rangu sa "Crnim filmom" i nemačkim ekspresionizmom. Na osnovu estetike kritičari su klasifikovali Limbo kao primer video igre sa umetničkom formom. Limbo je dobio pozitivne kritike, ali je minimalna priča podelila kritičare; neki kritičari su smatrali da delo sa otvorenim krajem ima dublje značenje koje se lepo povezalo sa mehanikom igrice, dok su drugi verovali da je manjak značajne radnje i naglog kraja odvraćao od same igrice. Zajednički stav kritike je to da će visoka cena igre možda odvratiti igrače od kupovine naslova, ali neki kritičari su predočili da Limbo ima idealnu dužinu. Naslov je bio treća najprodavanija igrica na Xbox Lajv Arkejd servisu 2010, ostvarujući profit od 7.5 miliona dolara. Naslov je osvojio više različitih nagrada od grupa iz industrije nakon puštanja u prodaju i imenovana je kao najbolja igrica u 2010 od strane nekoliko časopisa. Plejdedov sledeći naslov, Insajd, je pušten u promet 2016 godine, koristeći mnogo istih tema prisutnih u Limbu.

## Radnja
Glavni lik u Limbu je bezimeni dečak, koji se budi u sred šume na "ivici pakla" (naslov igricie je dobijen od latinske reči limbus, koja znači "ivica"). Tražeći svoju nestalu sestru, dolazi u kontakt sa samo par ljudskih likova koji ga napadnu, pobegnu od njega ili su mrtvi. U jednom trenutku u toku njegovog putovanja, on sretne ženskog lika, ali je sprečen da je dohvati. Šuma se vremenom pretvori u grad. Pri završetku poslednje zagonetke, dečak je bačen kroz stakleni prozor i nazad opet u šumu. On prelazi kratku razdaljinu dok se opet ne susretne sa devojčicom, koja, nakon njegovog prilaska ustaje preplašena. U tom trenutku igra se naglo završava.

## Način igre
Igrač kontrolspe dečaka kroz celu igricu. Ono što je standardno za dvodimenzionalne platformske igre, dečak može da trči levo,desno, da skače, da se penje i silazi niz kanape i merdevine i da vuče i gura predmete. Limbo je predstavljen kroz tamnu i sivu grafiku i sa minimalnim i ambijentalnim zvukom koji stvara jezivu atmosferu. Tamni vizuelni efekti takodje skrivaju mnogo opasnosti kao što su zamke za medvede na podu šume, monstrume koji se kriju u senci, kao što je ogroman pauk. Među opasnostima su i svetleći crvi koji se zakače za dečakovu glavu i teraju ga da ide u samo jednom smeru dok ne budu ubijeni.
Druga polovina igrice sadrži mehaničke zagonetke i zamke koristeći mašine, elektromagnete i gravitaciju. Mnogo ovih zamki se ne vide dok se ne pokrenu, obično ubijajući dečaka. Igrač može da krene opet od nivoa poslednje tačke koja je sačuvana bez ikakvog ograničenja. Neke zamke se mogu izbeći i koristiti kasnije u igri; jedna zamka za medvede se koristi da se zakači za leš životinje koja visi sa kanapa, zamka skine leš sa kanapa i omogući grani i kanapu da se podignu i dečaku da se popne na ivicu koju inače ne bi mogao da dohvati. Pošto će igrač verovatno umreti više puta pre nego što reši zagonetku i pređe celu igricu, poizvođači nazivaju Limbo "umri i pokušaj" igricom. Neke smrti su animirane pokazujući uznemiravajuće smrti dečaka ali je preko filtera moguće uključiti da se ekran samo zamrači umesto tih animacija. Specijalna dostignuća u igrici uključuju pronalazak skrivenog jaja instekta i završetak igricie sa 5 ili manje smrti.

## Proizvodnja
Prema Plejded koosnivaču Dinu Pati i glavnom dizajneru Hepe Karslonu, Plejdedov direktor igrice Arnt Džensen je započeo Limbo oko 2004. U to vreme konceptualni umetnik koji je radio u IO interactive, Džensen postao je nezadovoljan korporativnom prirodom kompanije. Nacrtao je "sliku emocija" nekog "tajnog mesta" da bi dobio ideje i rezultat sličan pozadinama finalne igre inspirisao je Džensena da proširi projekat. Džensen je u početku pokušao sam da programira igru u Vižual bejziku oko 2004 ali je shvatio da mu treba više pomoći pa je napravio video o svojoj ideji oko 2006. Nameravao je da iskoristi video kao način da unajmi programera da mu pomogne, ali je video zainteresovao mnoge za projekat širom interneta što ga je dovelo do susreta sa Patijem koji je takođe bio nezadovoljan svojim poslom. Njihova saradnja je dovela do osnivanja Plejdeda. Iako je Pati pomagao prvih par meseci oko programiranja, shvatio je da je prokejat mnogo veliki za njih dvojicu pa je stvorio tim za dalju proizvodnju igre.
U početku su projekat finansirali Džensen i Pati zajedno sa stipendijama Danske vlade, uključujući i finansije od Nordik Gejm Programa, dok su se veći investitori uključili u kasnijoj fazi projekta. Džensen i Pati nisu hteli da se povežu sa velikim izdavačima u želji da zadrže potpunu kreativnu kontrolu nad projektom. Džensen je originalno hteo da Limbo kao besplatnu igru za Microsoft Windows ali su kasnije odlučili da igru stave u prodaju.
Plejded je odlučio da ignoriše spoljne savete od investitora i kritičara tok proizvodnje, kao što su saveti da dodaju opciju za više igrača, podešavanje težine igre i da produže dužinu igre. Prema Patiju, Plejded je osećao da bi ove promene upropastile integrtitet Džensenove originalne ideje. Pati se takođe osećao kao da su investitori "pokušali da kontrolišu kompaniju bez ikakvog korisnog znanja i poštovanja", citirajući da nakon što je Majkrosoft izrazio zabrinutost povodom smrti dečaka, "jedan od investitora je predložio da učinimo dečaka starijim dodavjući mu brkove". Mnogo ponovnog rada na igri se desilo tokom dve i po godine prozvodnje igre, uključujući i promene koje je Džensen zahtevao da bi usavršio projekat, neki su elementi dodati dva meseca pre puštanja igre u promet. Pati je izjavio da su "bacili 70%" sadržaja koji su porizveli jer se nije uklapao sa kontekstom igre. Glavni tim tokom proizvodnje se sadržao od osmoro ljudi, ali se širio nekad i do šesnaestoro u različitim fazama. Plejded je sve dizajn alate radio u Vižual Studiju; Pati je rekao da bi najverovatnije tražili aplikacije od nekog drugog s obzirom na izazove koje nosi stvaranje njihove sopstvene tehnologije. Pati je kasnije otkrio da su se odlučili da koriste Juniti za svoj sledeći projekat.
Limbo je pušten u prodaju 21. jula 2010 na Xboxu servisu kao prvi naslov u godišnjoj "Leto arkadnih igara" promociji. Iako je ESRB naveo da će limbo izaći i na PlayStation 3 i na Microsoft Windows-u platformi, Plejded je potvrdio da je to greška sa ESRBove strane i da nemaju planove da puste ovu igru za te sisteme. Pati je kasnije pojasnio da su planirali na verzije za Majkrosoft vondouz i PlayStation 3 pored Xbox 360 verzije u početku ali da su se nakon što su pregledalii sve opcije ipak odlučili samo za Xbox 360, navodeći da im je " Majkrosoft dao odličnu mogućnost koja uključuje mnogo podrške za naslov što bi na kraju dovelo do bolje vidljivosti za Limbo. Prema producentu Madsu Vibrou, deo njihove odluke da igru ne naprave za Microsoft Windows platformu je da izbegnu probleme sa piraterijom, nešto što su mogli da kontrolišu na Xboxu 360. Pati je naveo da je ostajanje na Xbox platformi osiguranje da će povratiti njihovu investiciju u razvoj igre. Izvršni direktor Soni kompjuter entertejnmenta Pit Smit kasnije je naveo da dok su se otimali sa Majkrosoftom za ekskluzivnost Limba, Plejded je odbio da se odrekne svoje intelektualne svojine prema Soniju kao deo dogovora. Pati potvrđuje da Limbo neće biti objavljen za još neku konzolu, ali da njihova sledeća igra, koja je u razvoju od Oktobra 2010, možda bude objavljena na više platformi.
Bilo kako bilo, Juna 2011, korisnici otkrivaju da se video za Limbo pojavljuje na Stimu, koji su izdavačke kuće kao što je PC Gejmer videle kao znak da će verzija za Windows biti izbačena. Takođe, moguća je i verzija za PlayStation 3 na osnovu naslova koji se pojavljuje u Korea medija rejting bord Juna 2011. 30. Juna 2001, Plejded najavljuje svoju verziju igre za PlayStation 3 preko PlayStation Netvorka, i za Microsoft Windows preko Stima, kasnije najavljenog za 19 Jul i 2 Avgust 2011. Pati objašnjava da je njihovo menjanje odluke ekskluzivnosti za Xbox 360 bilo to da bi što više ljudi igralo njihovu igru. Izdavanje je zakazano skoro godinu dana nakon prvobitne dostupnosti verzije za Xbox 360, nakon isteka Xbox 360 ekskluzivnih prava za igru. I PlayStation 3 i Windows verzije igre imaju dodatni tajni sadržaj, prema rečima Patija; nije poznato da li će ovaj sadržaj biti dodat u novoj verziji za Xbox 360. Plejded je u decembru objavio Mac OS X verziju igre preko Mek Ap Stora u Decembru 2011. godine, ispunjavajući obećanje da će izdati naslov pre kraja 2011. godine; iako su do tada želeli da izdaju Mek Stim verziju, ova verzija je na kraju odložena do sredine januara 2012. godine. Linuks verzija igre, zasnovana na Vajn-enkapsulejted paketu pripremljenom od strane Kodviversa, premijerno je prikazana na humanitarnom događaju Hambl Indi Bandl V Maja 2012. PlayStation Vita verziju igre razvio je Plejded uz pomoć UK studija Dabl Ileven, a objavljena je u junu 2013. Vita verzija ne koristi funkcije ručnog tačpeda; Pati je izjavio da "uopšte nisu osećali da će odgovarati Limbu" i želeo je da obezbedi "originalno iskustvo" igre za Vita igrače. Vita verzija ima podršku za Kors-pleja sa verzijom PlayStationa 3, koja omogućava korisniku da kupljenu igru igra na obe platforme. IOS verzija igre je objavljena nedugo pre puštanja u prodaju Jula 2013. godine i dizajnirana je da optimizuje igranje na ekranima osetljivim na dodir.
Aprila 2013 godine, Xbox 360 verzija igre Limbo puštena je u prodaju zajedno sa igrama Trajls HD i 'Sploužn Men'. Plejded počinje prodaju "Spešl Edišn" fizičke kopije igre za Microsoft Windows i Mac OS X, koje sadrži kartice sa crtežima, muziku iz igrice, i specijalnim naočarima koje u skladu sa "Spešl Edišn" kopijom igre simuliraju igranje u 3D okruženju. Naslov je kasnije prilagođen za Xbox Uan konzolu i objavljen Decembra 2014, uz koju se igrica dobijala besplatno; Fil Spenser iz Majkrosofta nazvao je igricu "obavezno igrati" jer je uticala na odluku da igricu dele uz kupovinu konzole. Xbox verzija objavljena je novembra 2016. PlayStation 4 verzija igre objavljena je Februara 2015.
Septembra 2017, 505 Gejms objavljuje Limbo zajedno sa Plejdedovom sledećom igrom, Insajd, kao dupli paket za Xbox Uan i PlayStation 4.

### Priča, dizajn i muzički pravac
Od početka igrice, Džensen je postavio tri cilja za finalni Limbo proizvod. Prvi cilj je bio da se napravi specifična atmosfera i umetnički stil. Džensen je želeo da napravi estetiku igre bez oslanjanja na previše detaljne trodimenzionalne modele, i dizajn usmerio na minimalizam da bi fokus bio na načinu igranja. Džensenov drugi cilj je bio da se pored dve standardne komande levo-i-desno, dodaju još dve koje su bile skakanje-i-hvatanje, da bi igra bila jednostavna za igru. Konačno, krajnja verzija igre nije davala nikakve savete igraču o načinu na koji igra funkcioniše, ostavljajući igrača da sam upozna mehaniku igre. Igra je sa namerom napravljena da izbegne otkrivanje previše detalja o sadržaju: jedini tekst koji se prikazuje je " Nesiguran u sudbinu njegove sestre, dečak ulazi u Limbo". To je bio način da igrači otkriju značenje igre svako za sebe.
Neki delovi Limba dobili su inspiraciju iz Džensenove prošlosti, kao deo sa šumom koja je bila slična onoj koja je rasla oko njegove farme gde je odrastao, a paukovi iz njegove arahnofobije. Džensen je takođe dobijao insipiraciju iz filmskih žanrova, uključujući i dela "crnog filma" da bi postavio umetnički stil igrice; grafički dizajner koji je radio na igrici, Morten Bramsen je uspeo da ostvari taj umetnički stil. Veći deo toka igrice je odlučen na samom početku proizvodnje, kao što su dečakov susret sa paukovima i crvima koji kontrolišu misli, kao i prelaz iz šume u grad zatim u apstraktnu okolinu. Kako je proizvodnja napredovala neke od originalnih ideja su postale previše teške za njihov mali tim da bi uspeli da ih završe. Priča se takođe promenila, orginilano delovi sa paukom su trebali da se dogode na samom kraju igrice, ali su kasni pomereni na prvi deo igrice. U retrospektivi Džensen je bio svestan da je prvi deo igrice sadržao više isplaniranih događaja i susreta, dok je drugi deo usamljeniji i pun zagonetka. Jensen je namerno ostavio igru sa otvorenim krajem sa specifičnim tumačenjem koje je samo on znao, ali je rekao posle puštanja igre u prodaju da su mišljenja nekih igrača "zastrašujuće blizu" njegovim idejama.
Muziku za igricu je kreirao Martin Stig Andersen diplomac sa Rojal Akademi of Mjuzik u Artusu. Andersenova specijalnost je bila akousmatična muzika, neobična muzika koja se stvara generisanim zvukovima za koje se ne vide odakle dolaze. Želeo je da radi sa Džensenom nakon što je video prvi video o igrici, svideo mu se lik dečaka, Andersen je uporedio dizajn igrice sa njgovom muzikom "imaš nešto prepoznatljivo i stvarno, ali u isto vreme je abstraktno". Andersen se trudio da napravi akousmatičnu muziku samo koristeći zvukove iz okoline u igrici. Dva primera koja je izdvojio je korišćenje zvukova struje blizu propalog neonskog znaka "HOTEL" i prestanak zvuka vetra kad se pauk približava dečaku u šumi. Anderson je izbegavao korišćenje lako prepoznatljivih zvukova, izobličio bi ih kad bi bili potrebni da bi igrač mogao značenje zvukova da protumači sam. Andersen je kreirao veći deo muzike za igricu kroz "zrna" umesto kroz duge muzičke petlje što mu je dozvoljavalo da kontoliše šta bi igrač čuo a da ne zvuči kao da se sve ponavlja; jedan primer u gradu su korišćeni različiti zvukovi za dečakov vrh stopala i petu kada dođu u kontakt sa zemljom što je dovelo do reaalističnijeg zvuka za kretanje. Više kritičara je za igricu izjavilo da nema muzike, ali Andersen je rekao da njegova muzika izaziva emocije; akousmatična muzika je namenjena da ostavi prostora za inetrpretaciju od strane igrača kao i priča i dizajn igrice. Andersen je naveo da muzika pomaže sa stapanjem sa igricom jer ne pokušava da kontroliše emotivni ton; " ako je igrač uplašen verovatno će biti uplašeniji ako nema muzike da ga uhvati za ruke i kaže mu kako da se oseća". Na zahtev ljubitelja igre, Plejded je objavio album sa muzikom iz igrice na ajTjuns prodavnici 11. jula 2011.

### Pravac načina igre
Način igre je druga stvar koja je dodata u igru posle dizajna stvorenog od strane Džensena. način igre je napravljen korišćenjem osnovnih grafičkih elemenata da bi dobili zagonetke kakve su želeli, ali svesni kako će ovi elementi biti predstavljeni igraču u gotovj verziji. Limbo je dizajniran da izbegne stvari na kojima su propali veliki naslovi, gde se mehanika načina igre ponavlja. karlsen koji je u početku doveden kao programer da stvori jedinstven program za pravljenje igrice je kasnije postao glavni dizajner nakon što je Plejded video da je kreativan u stvaranju zagonetki. Karlsen je rekao da su zagonetke u Limbu dizajnirane da vas teraju "da se pitate svo vreme". Džensen je takođe hteo da stvori osećaj da su zagonetke prirodan deo okoline i nije hteo da se igrač oseća samo kao da ide od zagonetke do zagonetke tokom cele igrice. Karlson je izvojio primere zagonetki iz drugih igrica koje ježeleo da izbegne. Želeo je da izbegne jednostavne zagonetke koje igraču nisu dale nikakvo zadovoljstvo nakon rešenja kao zagonetka u Unčarted 2: Among Tifs koja uključuje pomeranje suncem obasjanog ogledala ka različitim delovima prostorije. Sa druge strane Karlsen je hteo da izbegne previše teške zagonetke sa više odvojenih delova koje bi od igrača zahtevale da pokuša toliko puta da bi na kraju dobio rešenje ne znajući zašto je baš to rešenje radilo; Carlsen je iskoristo primer zagonetke u 2008 Princ of Persija koja je imala 7 različitih delova koje se nikad nije trudio da shvati sam. Karlsen je dizajnirao zagonetke Limba da spadaju između ovih granica, pokazivajući nam zagonetke sa samo tri elemenata: panel sa dugmetom, patos pod naponom i lanac; cilj-da iskoristi lanac da pređe patos pod naponom- je odmah jasan igraču ali je na njemu da odluči pravu kombinaciju pokreta i vremena da je pređe bezbedno. Često su morali da skidaju elemente da bi učinili zagonetku jednostavniju i opušteniju. Odluka da se igraču daje minimum informacija je bio težak izazov u proizvodnji igrice. Od prvih 150 testera igrice nekoliko njih nije znalo kako da pređe određene zagonetke. Da bi popravili ovo napravili su scenarije pre problematičnih mesta koji su pokazvivali šta treba da se uradi; na primer, kada su videli da igračima ne pada na pamet da dovuku brod na obalu i da ga koriste kao platformu da bi sa njim mogli da dohvate visoku ivicu, pokazali su igraču zagonetku sa vučenjem kutije pre toga da demonstriraju mehaniku vučenja.
Tim je prvo pravio zagonetke kao da je igrač "njihov najgori neprijatelj" i pravili su zagonetke što podlije ali su kasnije smanjili težinu i dodali vizuelnu i muzičku pomoć kao da je igrač prijatelj. Jedan primer koji je dao Karlsen je zagonetka sa paukom na početku igrice rešenje zahteva guranje zamke za medvede da uhvati paukovu nogu. Raniji dizajn ove zagonetke je podrazumevao da se zamka za medvede nalazi na istom ekranu kao i pauk i Plejded je video da se testeri previše fokusiraju na zamku. Proizvođači su izmenili zagonetku i stvaili zamku za medvede u drvu dok se igrač sukobljava sa paukom, eventualno pauk bi prouzrokovao da zamka padne sa drveta na od i postane oružiije portiv njega, Karlsen je rekao da je ovakav način stvorio situaciju u kojoj se igrač oseća bespomoćno kada mu predstave opasnog pauka ali je kasnije pomogao igraču pomoću zvuka padanja zamke na pod i omogućio igraču da otkrije rešenje.
Jedan animator je bio potpuno posvećen tri godine tokom proizvodnje igrice da sredi dečakove animacije, uključujući i animacije koje su pokazivale očekivanja poteza igrača i događaja u igrici, kao što su pružanje ruke ka ručki kolica dok je igrač pomerao dečaka ka njima. Džensen je osećao da je ovo bitno jer je dečak igraču uvek u centru ekrana i najbitniji element za gledanje. Plejded je uključio zastrašujuće scene smrti da naglase netačna rešenja i odvrate igrača od ponavljanja svojih grešaka. Dok su očekivali od igrača da dovede dečaka više puta do smrti pokušavajući da pređe zagonetke. Karlson je izjavio da je nekoliko zagonetki sa početka bilo previše teško za igricu ali su kasnije iskoristili delove ovih većih zagonetki u konačnom izdanju igrice.

## Prijem
Objavljivanje Limba na Xbox 360 dobija priznanje kritičara video igara i novinara; sledeće izdanje igre za PlayStation 3 i Microsoft Windows platforme dobilo je sličnu pohvalu, držeći rezultate na Metakritiku 90/100 i 88/100, u poređenju sa 90/100 koje je držala verzija za Xbox 360. Neki novinari su upoređivali Limbo sa prethodnim minimalističkim platformskim igrama poput Anodr Vrld, Flešbek, Hart of Darknes, Odvrld: Ejbs Odisi, Iko, Portal i Brejd. Kritičari su konstantno beležili kratku kampanju Limba za njegovu visoku cenu: dva do pet sati igranja za 15 eura ili 15 američkih dolara. Kritičari su tvrdili da je ovaj odnos dužine prema ceni bio najveći nedostatak igre, i odvratio bi potencijalne kupce od igre. Neki novinari tvrde da je dužina igre idealna; Tom Hogins iz Dejli Telegrafa smatrao je da kratka igra ima "savršeno formirano vreme za igranje", dok je Dejmon Hatfild iz IGN-a komentarisao da je "bolje za igru da nas ostavi željne nego da preteramo". Brojni nezavisni proizvođači igrica, u organizovanom naporu "Sajz Doznt Medr", komentarisali su kritike na Limbov odnos dužine prema ceni. Nezavisni programeri su doveli u pitanje potrebu za takvim poređenjem, i primetili su da je to samo faktor ocenjivanja igara.
Limbo je uglavnom hvaljen zbog dizajna puzli i jednostavnosti kontrola. Džejk Gaskil sa G4 TV-a bio je impresioniran složenošću zagonetki u odnosu na dve jednostavne kontrole skoka i hvatanja za objekte, slično kao LitlBigPlanet, sa različitim elementima kako bi osigurali "uvek ste suočeni sa nečim novim i izazovnim" tokom igre. Mat Miler iz Gejm Informera komentarisao je da je deo uspeha Limba da je "svaka od ovih [zagonetki] nezavisna"; igra postiže ovo po Milerovom mišljenju promenom elemenata tokom igre i sprečavanju igrača da se previše navikne na slična rešenja jer se "sve menja". Rajan Skot iz GejmSpaja verovao je da je igrica omogućila igraču da sam otkriva rešenja, a dizajn Limbove puzle "sa svojom elegantnom jednostavnošću, nudi ono što se kaže svet značajnih mogućnosti. Učestalost smrti se nije smatralo odvraćanjem od igre; ne samo da je smrt smatrana kao neophodan deo učenja i prevazilaženja prepreka, nego su kritičari zaključili da je tačaka za čuvanje, odakle bi igrač krenuo posle smrti, bilo dosta. Vil Frimen iz Gardijana pohvalio je igru, ali je naglasio da je izvan "dima i ogledala" Limbovog dizajna, igra "potkopana nedostatkom inovativnog načina igranja", za koju tvrdi da je viđen u ranijim platformskim igrama.

### Prezentacija
Kritičari su ocenili Limbovu grafičku i audio prezentaciju kao izuzetne i moćne elemente igre. Monohromatski pristup, u kombinaciji sa filmskim zrno filterom, tehnikama fokusiranja i osvetljenja, upoređeni su sa crnim filmom i tabelama nemih filmova, omogućavajući vizuelnim elementima igre da prenose veliku težinu priče. Cijan Hasset iz PALGN-a uporedio je efekat posmatranja igre kroz staromodni filmski projektor koji stvara "jedno od najdivnijih okruženja" u svetu video igara. Garet Martin iz Boston Heralda upoređivao je odluke o umetničkom stilu i dizajnu igre sa nemačkim ekspresionizmom sa "nivoima snova koji se okreću i okreću u neočekivanim uglovima". Sam umetnički stil pohvaljen je kao minimalizam, i smatra se da podseća na umetnost Lote Rajniger, Edvarda Goreija, Frica Landa i Tim Bartona. Takođe je pohvaljena upotreba grešaka u vizuelizaciji, na primer korišćenjem silueta kako bi se izbeglo otkrivanje prave prirode likova ili senki, ili prikazivanjem ljudskih figura preko ponora koje nestaju kada bi igrač prešao ponor.
Kritičari su zaključili da su zvučni efekti u igri imali ključni uticaj na igru. Sem Mačkoveč, pisao je za D Atlantik, nazvao je zvučni pravac "daleko šareniji i organski nego što bi igrica naterala igrača da veruje". Kritika Edž magazina je primetila da nekoliko zvučnih pozadina "čini malo više nego što doprinosi Limbovom ambijentu", dok su zvučni efekti pomeranja glavnog lika "dobili jasnoću bez prisustva pozadinske muzike kako bi ih pokrili".
IGN-ov Hatfild je završio svoju kritiku rekavši: "Vrlo mali broj igara je originalno, atmosferno i brilijantno kao Limbo". Čed Sapeiha iz D Gloub and Meila sumirao je svoje mišljenje o atmosferi igre kao "intenzivno zastrašujuće i čudno lepo". Za Limbo se kaže da je prva igra koja pokušava kombinovati žanr horor fikcije sa platformskim igrama. Igra se smatra umetničkom igrom kroz svoje vizuelne i audio elemente.

### Radnja
Priča i kraj igre su ostali otvoreni interpretaciji; kraj je namerno ostavljen nejasan i bez odgovora od strane Plejdeda. Upoređivana je sa ostalim knjigama, filmovima i video igrama sa otvorenim krajem gde je gledaocu ostavljeno prostora da sam protumači šta je video ili pročitao. Neki kritičari smatraju da igrica predstavlja religioznu prirodu Limba ili čistilište, jer dečak započinje svoj put samo da bi završio na istom mestu na kom je počeo, ponavljajući isti put kad igrač započne novu igru. Još jedna interpretacija govori da je igra dečakov put kroz pakao do raja ili da se pomiri sa smrću svoje sestre. Druga teorija je da je ili dečak ili njegova sestra ili da su oboje mrtvi. Neke teorije su se trudile da koriste detalje iz igrice, kao promena u okolini dok dečak putuje kroz igricu predstavljajući prelaz čoveka od deteta do odraslog zatim do starca ili sličnosti i razlike između poslednje scene u igrici gde dečak upozna devojčicu i glavnog menija gde izgleda da ljudski ostaci stoje na njihovom mestu.
Odustnost direktne naracije kroz scene ili tekst u igrici je bila odluka koja je bila podeljena među kritičarima. Džon Teti iz Eurogejmera je smatrao da je glavna priča igrice metafora za "priču o traganju za partnerom" i da par sretanja sa ljudima uj igrici predstavlja "usputne stanice" koje guraju priču napred; na kraju, Teti je izjavio da ovi elementi čine Limbo "igricom koja ima jako malo ljudi ali puno čovečnosti". Hatfild je hvalio jednostavnost igrice rekavši da "bez teksta, bez dialoga i bez objašnjenja igrica uspeva da prenese situaciju i uzroke jednostavnije od nekih drugih igrica". Teti i Hatfield su obojica primetli da su neki elementi priče slabiji u drugoj polovini igrice gde skoro uopšte nema ljudskih likova sa kojima igrač dolazi u kontakt, ali se igra završava sa neočekivanim otkrovenjem. GejmSpotov Tom MekŠe nije imao nikakavih problema sa time što je igrica poslatvljala pitanja kao što su "smrt ili život i stvarnost ili san" ali namerno ne daje odgovore na njih ostavljajući prostora igraču da o ovim pitanjima razmišlja sam. MekŠe je takođe smatrao da kratke ali jezive stcene dečakove smrti pomažu da se stvori "emotivnu neposrednost koju je teško zaboraviti". Njujork Dejli Njuz' Stju Horvat naveo je da Limbo " pretvara svoj manjak naracije u jednu od fascinantnijih zagonetki u video igrama".
Ostalim kritičarima se nije dopao manjak priče i način na koji je ona predstavljena u Limbu. Džastin Heivald iz 1UP.com je bio kritičan to se tiče manjka naracije, osećajući se da igra nije uspela da objasni svrhu zamki ili kako je svet igre funkcionisao i da ga je poslednja scena u igrici ostavila "još zbunjenijeg nego kad je počeo". Heivald je uporedio Limbo sa Brejdom, sličnom platformskom igricom sa minimalističnim elementima koja priča svoju metaforičnu priču igračku kroz tekst u igrici. Rodžer Hargrejvs iz Metroa je rekao da igra "ima jako malo dokaza da je Plejded stvarno znao šta želi da uradi sa igrom", izdvajajući drugu polovinu, gde igrač putuje kroz okruženje slično fabrici gde se osećao kao da je igrica postala standardni dvo-dimenzionalni platformer koji vodi ka anti-klimaktičnom kraju; Hargrejvs je uporedio ovo sa morbidnijom prvom polovinom igrice gde se leševi koriste za rešavanje zagonetki.

### Prodaja i dostignuća
Pre puštanja u prodaju Limbo je dobio nagrade za "Tehničku savršenost" i "Savršenost u vizuelnoj umetnosti" na Independent gejm festivalu za vreme 2010 Gejm Divelopers Konferens. Na E3 2010-mesec dana pre svog puštanja u prodaju-Limbo je osvojio Gejmspotovu nagradu za "Najbolja igrica koja se skida" i nominovana za nekoliko drugih "Najbolja od" nagrada uključujući i "Najbolji Platformer" od strane IGNa, "Najoriginalnija Igrica" od strane G4 TVa i "Najbolja Pazl Igrica" od strane GejmSpota. Igra je nominovana zajedno sa 32 finalista na 2010 IndiKejd festivalu za nezavise proizvođače, na kraju dobijajući "Zvuk" nagradu.
Nakon svog puštanja u prodaju Limbo je imenovan za "Igru Godne", "Najbolju Nezavisnu Igru" i "Najbolja Vizuelna Umetnost" na 2010 Europijan Milton Avardsu tokom Pariz Gejm Shoua u septembru 2010. Gejm Informer je nazvao Limbo njihovom "Igrom Meseca" za avgust 2010. Limbu je dodeljena nagrada za "Najbolju Nezavisnu Igru" 2010 na Spajk Video Gejm Avardsu. Igra je osvojila najviše nominacija na jedanaestom godišnjem Gejm Divelopers Čojs Avards, sa 7 nominacija uključujući i nomninacije za "Najbolja Nova Igra", "Inovacija" i "Igra Godine" i na kraju osvojila nagradu za "Najbolju Vizuelnu Umetnost". Naslov je osvojio "Avanturistička igra godine" i "Izvanredna dostignuća u dizajnu zvuka", interaktivne nagrade na Akademiji za interaktivne umetnosti i nauke, i nominovan je za "izvandredno dostignuće u igri" i "izvanredna inovacija u igri". Akademija je takođe proglasila Limbo kao pobednika nagrade "Indi Gejm Čelendž 2010", u kategoriji "Profešnal", zajedno sa nagradom od 100,000 dolara. Igra je izabrana za nagradu Anija za najbolju animiranu video igru 2010. Limbo je proglašen za jedno od deset igara javnim glasanjem 2011 "Igra godine" BAFTA Video Gejm Avardsa. Pored toga, igrica je nominovana za BAFTA nagrade za "Umetničko dostignuće", "Korišćenje zvuka", "Način igranja" i "Najbolja igra". Uključivanje nezavisno razvijenog Limba među ostalim većim komercijalno podržanim igrama kao što su Asasins Krid: Braderhud i Kol of Djuti: Blek Ops za takve nagrade "Najbolja igra" smatra se indikacijom da je industrija video igara počela da daje više priznanja ovakvim manjim naslovima.
Nekoliko publikacija, među kojima su Tajm, Vajerd i Toronto San, postavili su Limbo kao jednu od prvih deset video igara iz 2010. IGN ga je nazvao trećim najboljim Xbox Lajv arkadnim naslovom svih vremena u dve liste, objavljen 2010 i 2011. godine, u oba slučaja odmah iza Šedou Kompleksa i Pak Men Čampionšip Edišn.
U roku od dve nedelje nakon izlaska za Xbox Lajv Arkejd, Limbo je osvojio više od 244.000 igrača na svetskom nivou, što se smatralo "neverovatnim poduhvatom" u poređenju sa prethodnim Xbox Lajv Arkejd naslovima, prema Rajanu Langliju iz GejmerBajtsa. U roku od mesec dana nakon izlaska u prodaju, prodato je preko 300,000 kopija igre. Do kraja avgusta 2010 godine, broj igrača na globalnoj tabeli porastao je na 371,000, što je premašilo broj igrača drugih letnjih igara iz žanra arkadnih igara objavljenih 2009 godine, a približavajući se brojnim igračima Brejda koji su objavljeni dve godine ranije. Langli koji je očekivao da će Limbova prodaja opasti "zbog nedostatka ponovljivog sadržaja i zbog nedostatka igre više igrača", smatrao je da su ove brojke "premašile sva očekivanja". Fil Spenser, potpredsednik Majkrosoft Gejm Studiosa, izjavio je u septembru 2010 da je Limbo "dugo izdržao" na njihovoj listi arkadnih igara. Limbo je bio treći najveći prodat naslov za Xbox Lajv Arkejd 2010 godine, koji je prodao 527,000 kopija i generisao oko 7,5 miliona dolara prihoda. U martu 2011 godine, Microsoft je proglasio Limbo kao 11. najviše prodatu igru do sada na Xbox Lajvu. Plejded je izjavio da je više od dva miliona korisnika Xbox 360 platforme igrala demo godine kada je igrica puštena u prodaju.
Programeri su najavili da su od novembra 2011 godine prodali više od milion primeraka igre za Xbox 360, PlayStation 3, Microsoft Windows platforme. Do juna 2013 godine, neposredno pre izdavanja iOS verzije, Plejded je objavio da je ukupna prodaja Limba na svim platformama prešla 3 miliona kopija. PlayStation 3 verzija je bila najprodavanija igrica za preuzimanje na PlayStation Netvorku 2011 godine. PlayStation 3 verzija je takođe proglašena za "Najbolju Indie igricu" na PSN Gejmers Čojs Avardsu 2012. Mac OS verzija Limba nagrađena je Eplovom nagradom za dizajn 2012 godine.
Aplikacije za dodelu bespovratnih sredstava iz Nordik Gejm Programa, koji su finansirali početni razvoj Limba, uvećale su se za 50% u drugoj polovini 2010 godine, za koje se veruje da su vezani za uspeh igre. Plejded je mogao da se odkupi od svojih investitora avgusta 2011 godine od prihoda prodaje Limba. Plejdedov sledeći naslov, Insajd, prvi put objavljen u junu 2016 godine, je vizuelno i tematski sličan Limbu, a uključuje i neke elemente koji su isključeni iz razvoja Limba.

## Spoljašnje veze
Zvanični sajt